# Micheline Gérin
Pour les articles homonymes, voir Gérin.
Micheline Gérin (née le 30 mars 1931 et morte le 24 mai 2007 à Montréal) était une comédienne québécoise.
Elle était mariée à Marc Favreau.